# Bootanomyia nipponica
Bootanomyia nipponica is een vliesvleugelig insect uit de familie Torymidae. De wetenschappelijke naam is voor het eerst geldig gepubliceerd in 1979 door Yasumatsu & Kamijo.